# Robert Caro
Robert Allan Caro (ur. 30 października 1935 w Nowym Jorku) – amerykański dziennikarz i autor biografii Roberta Mosesa i byłego prezydenta USA Lyndona B. Johnsona.
Po wielu latach pracy jako reporter, w 1974 r. Caro opublikował The Power Broker biografię nowojorskiego urbanisty i polityka Roberta Mosesa. Praca ta została wybrana przez wydawnictwo Modern Library do zestawienia 100 najważniejszych prac literatury faktu XX wieku. Od tego czasu napisał cztery z planowanych pięciu tomów biografii Lyndona B. Johnsona The Years of Lyndon Johnson.
Robert A. Caro zdobył dwie nagrody Pulitzera w dziedzinie biografii i autobiografii (w 1975 r. za The Power Broker i w 2003 r. za Master of the Senate: The Years of Lyndon Johnson), zdobył również dwie nagrody National Book Awards (w tym jedną za całokształt twórczości).

## Twórczość

### Książki
- 1974 The Power Broker: Robert Moses and Fall of New York(inne języki)
- 1982 The Years of Lyndon Johnson: The Path to Power(inne języki)
- 1990 The Years of Lyndon Johnson: Means of Ascent(inne języki)
- 2002 The Years of Lyndon Johnson: Master of the Senate(inne języki)
- 2012 The Years of Lyndon Johnson: The Passage of Power(inne języki)
- 2019 Working(inne języki)